# Рьоне Баржавел
Рьоне Баржавел (на френски: René Barjavel) е френски журналист, сценарист и писател, автор на произведения в жанровете съвременен роман и научна фантастика, станал известен с футуристичните си романи.

## Биография и творчество
Рьоне Баржавел е роден на 24 януари 1911 г. в Ньон, Дром, Франция. Учи в колежа в Ньон и завършва колежа в Кюсе с бакалавърска степен. След дипломирането си работи временни работи като помощник учител и банков служител, а след това в продължение на 18 години работи като журналист, първоначално в Мулен, където през 1935 г. става заместник редактор на списание „Документът“. През 1934 г. пише първия си ръкопис, който не е публикуван.
По време на войната 1939 – 1940 г. е мобилизиран и работи в снабдяването. През 1940 г. е демобилизиран и основава в Монпелие вестника „Ехото на студентите“.
Първият му роман „Roland, le chevalier plus fier que le lion“ е публикуван през 1942 г.	, но става известен с романа си „Ravage“ (Опустошение) представящ голямо затъмнение и неговите последици. В романа си „Le Voyageur imprudent“ (Неблагоразумният пътешественик) от 1943 г. за първи път развива темата за „парадокса на дядото“ за пътуване във времето.
След края на войната се установява в Париж. Временно е критикуван като сътрудник на Националния комитет на писателите по времето на правителството на Виши, но е защитен от своите колеги. През 1946 г. е издаден любовният му роман „Tarendol“. След него започва да пише предимно за киното и телевизията. Режисира и няколко късометражни филма.
През 1968 г. с фантастичния роман „От дълбините на времето“ възобновява писателската си кариера. За романа си „Le Grand Secret“ от 1973 г. получава наградата „Maison de la Presse“. Считан е за един от създателите на френската научна фантастика.
В книгите си развива темите за разпадането на цивилизацията, причинено от крайностите на науката и безумието на войната, вечната и неразрушима същност на любовта, съществуването на Бог, въздействието на човека върху природата. Текстовете му често имат поетичен и философски характер.
Рьоне Баржавел умира от инфаркт на 24 ноември 1985 г. в Париж.

## Произведения

### Самостоятелни романи
- Roland, le chevalier plus fier que le lion (1942)
- Ravage (1943)
- Le Voyageur imprudent (1943)
- Tarendol (1946)
- Le diable l'emporte (1948)
- Jour de feu (1957)
- Colomb de la lune (1962)
- La Nuit des temps (1968)
От дълбините на времето, изд.: ИК „Колибри“, София (2016), прев. Галина Меламед
- Les Chemins de Katmandou (1969)
- Le Grand Secret, Presses de la Cité (1973) – награда „Maison de la Presse“
- Les Dames à la licorne – с Оленка де Вер (1974)
- Les Jours du monde – с Оленка де Вер (1977)
- Une rose au paradis (1981)
- La Tempête (1982)
- L'Enchanteur (1984)
- La Peau de César (1985)

### Новели и разкази
- La Fée et le soldat (1945)
- Béni soit l'atome (1945)
- Péniche (1945)
- Les Enfants de l'ombre (1946)
- Monsieur Charton (1958)
- Colomb de la Lune (1959)
- L'homme fort (1962)
- Elle (1974)
- La couleuvre (1974)
- La créature (1974)
- Le papillon (1974)
- Le prince blessé (1974)
- Le têtard (1974)
- Les lionnes (1974)
- Les loups (1974)
- Les mains d'Anicette (1974)
- Monsieur Charton (1974)
- Monsieur Lery (1974)

### Документалистика
- Journal d'un homme simple (1951)
- Les Années de la lune (1972)
- Les Années de la liberté (1975)
- Les Années de l'homme (1976)
- La Charrette bleue (1980)

### Екранизации
- 1947 La Télévision, œil de demain de J.K Raymond-Millet
- 1952 Le Petit Monde de don Camillo
- 1953 Le Retour de don Camillo
- 1953 L'Étrange désir de Monsieur Bard
- 1954 Nuits Andalouses
- 1954 Le Mouton à cinq pattes
- 1955 Les Chiffonniers d'Emmaüs
- 1956 Goubbiah, mon amour
- 1956 Les Aventures de Till l'espiègle
- 1956 La Terreur des Dames ou Ce cochon de Morin
- 1957 L'Homme à l'imperméable
- 1957 Le cas du Docteur Laurent
- 1958 Les Misérables
- 1958 Parisien malgré lui
- 1958 Femmes d'un été
- 1958 Mademoiselle Ange
- 1960 La Grande Vie
- 1960 Boulevard
- 1961 Don Camillo Monseigneur
- 1962 Conduite à gauche
- 1962 Le Diable et les dix commandements
- 1963 Chair de poule
- 1963 Le Guépard
- 1965 Don Camillo en Russie
- 1966 Comment j'ai appris à aimer les femmes
- 1969 Les Chemins de Katmandou